# Вильгельм I (герцог Баварии)
Вильгельм или Виллем (нем. Wilhelm, нидерл. Willem; 12 мая 1330 — 15 апреля 1389) — герцог Баварии (1347—1349, как Вильгельм I, совместно с пятью братьями), герцог Нижней Баварии (1349—1353, как Вильгельм I, совместно с двумя братьями), герцог Баварии-Штраубинга (1353—1388, как Вильгельм I, совместно с братом Альбрехтом), граф Голландии (1354—1388, как Виллем V), граф Геннегау (1356—1388, как Гильом V), граф Зеландии (1356—1388, как Виллем V).

## Биография
Вильгельм был сыном императора Священной Римской империи Людвига IV, герцога Баварского, и Маргариты Голландской. Когда в 1347 году скончался отец, Вильгельм правил Баварией совместно с пятью братьями до 1349 года, когда они решили разделить наследство, в результате чего Стефан, Вильгельм и Альбрехт получили в совместное управление герцогство Нижняя Бавария. С согласия матери, а также братьев Стефана и Альбрехта, отказавшихся в его пользу от нидерландского наследства, Вильгельм также получил в управление графства Голландия, Зеландия и Геннегау.
В 1350 году знать Голландии попросила Маргариту вернуться на родину и принять графский титул на себя. В ответ на это 23 мая 1350 года сторонники Вильгельма сформировали «лигу Трески». 5 сентября была создана «лига Крючка» и вскоре началась гражданская война. К 1354 году Маргарита потерпела поражение, и Вильгельм был признан графом Голландии и Зеландии. В 1356 Маргарита умерла, а Вильгельм унаследовал титул графа Геннегау.
Тем временем в 1353 году герцогство Нижняя Бавария было разделено. Вильгельм и Альбрехт получили в совместное управление Баварско-Штраубингское герцогство, а Стефану досталось Баварско-Ландсхутское герцогство.
В 1357 году Вильгельм начал показывать признаки безумия, и в 1358 году был заключён в Ле-Кенуа, где и оставался до конца жизни. Регентом его владений стал брат Альбрехт.

## Семья и дети
В 1352 году Вильгельм женился в Лондоне на Матильде Ланкастерской, дочери Генри Гросмонта. У них была одна дочь, которая умерла в 1356 году.
Также у Вильгельма были незаконные дети:
- Вильгельм, который в 1398 году женился на Элизабет Хью
- Елизавета, которая вышла замуж за Брюстейна ван Хервейнена, господина Ставениссе (что в Толене, Зеландия)